# Agdistis toliarensis
Agdistis toliarensis là một loài bướm đêm thuộc họ Pterophoridae. Nó được tìm thấy ở Madagascar.